# 臼井町 (群馬県)
臼井町（うすいまち）は群馬県の西部、碓氷郡に属していた町。

## 地理
- 河川 - 碓氷川、中木川

## 歴史
- 1889年（明治22年）4月1日 - 町村制施行により、五料村、横川村が合併して碓氷郡臼井村が成立する。
- 1890年（明治23年）3月11日 - 臼井村が町制施行して臼井町となる。
- 1954年（昭和29年）5月3日 - 松井田町、坂本町、西横野村、九十九村、細野村と合併して新しい松井田町となる。
- 2006年（平成18年）3月18日 - 松井田町が安中市と合併して新しい安中市となる。